# Phlov Meas
Phlov Meas es una comuna (khum) del distrito de Rotanak Mondol, en la provincia de Battambang, Camboya. En marzo de 2008 tenía una población estimada de 5722 habitantes.
Se encuentra ubicada al oeste del país, a poca distancia al este de la frontera con Tailandia y al oeste del lago Sap (Tonlé Sap).